# Jere Beasley
Jere Locke Beasley (ur. 12 grudnia 1935) – amerykański
polityk i prawnik, pochodzący ze stanu Alabama, działacz Partii Demokratycznej. Beasley uznawany jest za jednego z najlepszych i najskuteczniejszych współczesnych amerykańskich prawników.

## Życiorys
Urodził się w Tyler w Teksasie, jego rodzicami byli Browder Locke and Florence Camp Beasleyowie. Jego rodzina przeniosła się do Alabamy w okresie Wielkiego Kryzysu, jakiemu towarzyszyła wielka migracja ludnościowa w celach zarobkowych. Rodzina Beasleyów prowadziła niewielki sklep spożywczy w Clayton (Barbour County).

### Kariera polityczna
Po ukończeniu studiów Bealsey zajmował się polityką stanową. W roku 1970 wybrano go wicegubernatorem stanu u boku George’a Wallace’a. Urząd ten sprawował w latach 1971-1979, jako najdłużej zasiadający na tym fotelu (Jim Folsom jr. także był wybierany dwa razy, ale w roku 1993 przejął urząd gubernatora po usunięciu z urzędu Guya Hunta).
Przez ponad miesiąc, tj. między 5 czerwca a 7 lipca pełnił urząd tymczasowego gubernatora (ang. Acting Governor) po zamachu na Wallace’a w Maryland, i kiedy ten nie mógł sprawować swoich funkcji, przebywając poza stanem.

### Kariera prawnicza
Paradoksalnie Jere Beasley, były wicegubernator i gubernator jednego z amerykańskich stanów, znany jest głównie nie jako polityk, ale jako prawnik. Studia prawnicze na Auburn University ukończył w roku 1959, a do palestry przyjęto go w roku 1962, po zdaniu stosownych egzaminów.
Beasley jest bowiem starszym współwłaścicielem znanej firmy prawniczej Beasley, Allen, Crow, Methvin, Portis & Miles, P.C, która od roku 1962 stała się jedną z największych i najważniejszych w kraju kancelarii prawników procesowych (trial attorneys). W czasie swej długiej kariery Beasley prowadził ponad sto spraw, wiele z nich zakończonych sukcesem. W tym przeciwko koncernowi Exxon Mobil, kiedy to zasądzono odszkodowanie w wysokości 11 863 600 000,00 dolarów, co plasuje się wśród największych osiągnięć prawników procesowych, którzy stanowią ważną grupę zawodową w USA (jednym z nich jest m.in. były senator i kandydat na wiceprezydenta John Edwards).
Sam Jere Beasley uznawany jest za jednego z najlepszych amerykańskich prawników.

### Życie osobiste
Jere Beasley jest żonaty w Sara Baker, pochodzącą z Adamsville (także w Alabamie). Państwo Jere i Sara Besleyowie mają troje dzieci i czworo wnucząt. Beasley jest praktykującym metodystą.